# Liste der Monuments historiques in Saint-Germain-lès-Arpajon
Die Liste der Monuments historiques in Saint-Germain-lès-Arpajon führt die Monuments historiques in der französischen Gemeinde Saint-Germain-lès-Arpajon auf.

## Liste der Bauwerke
| Bezeichnung       | Beschreibung | Standort | Kennzeichnung | Schutzstatus | Datum | Bild |
| ----------------- | ------------ | -------- | ------------- | ------------ | ----- | ---- |
| Kirche St-Germain |              | (Lage)   | PA00088004    | Inscrit      | 1926  |      |

## Liste der Objekte
- Monuments historiques (Objekte) in Saint-Germain-lès-Arpajon der Base Palissy des französischen Kultusministeriums